# 并行快速傅里叶变换

## 串行算法回顾
在快速傅里叶变换（FFT）的并行算法中使用了蝶形连接网络。

## 并行算法
- 二维网孔连接网络上的FFT：

将n个处理器排成{\displaystyle {\sqrt {n}}\times {\sqrt {n}}}的二维网孔连接网络，假设输入序列{\displaystyle \{a_{0},a_{1},......,a_{n-1}\}}已经存放在了各个处理器中。
下面以16点变换来解释这个问题，连成的网络及编号如下图所示：
根据快速傅里叶变换的算法，我们来研究这16个点计算时四次循环的具体执行情况。
1. 同一列间隔一行的元素运算。
2. 同一列间相邻行的元素运算。
3. 同一行间隔一列的元素运算。
4. 同一行间相邻列的元素运算。

由上面的算法执行过程，我们发现，数据交换只在同一行或同一列之间的节点间进行。如果我们在第一，二步循环之后对网孔中的数据进行矩阵转置，那么就可以只在同一列节点之间进行运算。
- 超立方体连接网络上的FFT：

如果我们按超立方体连接的格雷码将待变换点列填入，那么我们发现，数据交换将只在相邻节点间进行。因此数据通信花費恒为O(1)。

## 可扩放性分析
首先，我们设消息传递并行计算机中通信模型使用的是Store-and-forward而不是cut-through模型。下面令{\displaystyle T_{o}}表示通信开销，{\displaystyle T_{s}}表示通信开始时间，{\displaystyle T_{w}}表示传送一个字的通信时间，{\displaystyle T_{h}}表示数据每一跳的延迟，{\displaystyle z_{l}}表示第l次循环时的开销，而{\displaystyle t_{c}}表示进行一个单位运算的时间。p为处理器数，d=log(p)，n为待变换的序列大小。
那么我们有公式：
{\displaystyle T_{o}=\sum _{l=0}^{d-1}(T_{s}+(T_{h}+T_{w}{\frac {n}{p}})z_{l})}
有这个公式，我们可以得出：
1. 在二维网孔上的等效率标准函数为：{\displaystyle W=2Kt_{w}{\sqrt {p}}\times 2^{2K{\frac {t_{w}}{t_{c}}}{\sqrt {p}}}}
2. 在超立方体上的等效率标准函数为：{\displaystyle W=Kt_{w}\times p^{K{\frac {t_{w}}{t_{c}}}}\times \log p}；

- 参考文献：The Scability of FFT on Parallel Computers, Anshul Gupta and Vipim Kummar。

## 参阅
- 并行计算